# Rajd Szwecji 1976
Rezultaty Rajdu Szwecji (26. International Swedish Rally), eliminacji Rajdowych Mistrzostw Świata w 1976 roku, który odbył się w dniach 20–22 lutego. Była to druga runda czempionatu w tamtym roku. Bazą rajdu było miasto Karlstad.

## Wyniki końcowe rajdu[1]
| Msc. | Kierowca       | Pilot                 | Samochód          | Czas    | Strata   | Punkty |
| ---- | -------------- | --------------------- | ----------------- | ------- | -------- | ------ |
| 1    | Per Eklund     | Björn Cederberg       | Saab 96 V4        | 8:08.26 | 0.0      | 20     |
| 2.   | Stig Blomqvist | Hans Sylvan           | Saab 96 V4        | 8:10.02 | +1.36    |        |
| 3.   | Anders Kulläng | Claes-Göran Andersson | Opel Ascona       | 8:31.10 | +22.44   | 12     |
| 4.   | Simo Lampinen  | Arne Hertz            | Lancia Stratos HF | 8:45.48 | +37.22   | 10     |
| 5.   | Ulf Sundberg   | Mats Nordström        | Saab 99 EMS       | 8:58.35 | +50.09   |        |
| 6.   | Lars Carlsson  | Bob de Jong           | Opel Kadett GT/E  | 9:01.06 | +52.40   |        |
| 7.   | Sören Skanse   | Anders Johansson      | Volvo 142         | 9:05.37 | +57.11   | 4      |
| 8.   | Sven-Inge Neby | Gunnar Hendriksson    | Volvo 142         | 9:06.07 | +57.41   |        |
| 9.   | Åke Gustavsson | Göran Gustavsson      | Saab 99 EMS       | 9:07.30 | +59.04   |        |
| 10.  | Kaj Fyhrqvist  | Leif Malmström        | Opel Ascona       | 9:16.01 | +1:07.35 |        |

## Klasyfikacja producentów po 2 rundach
| Lp | Producent | Pkt. |
| -- | --------- | ---- |
| 1  | Lancia    | 30   |
| 2  | Opel      | 22   |
| 3  | Saab      | 20   |
| 4  | Ford      | 8    |
| 5  | Fiat      | 6    |

- Uwaga: Tabela obejmuje tylko pięć pierwszych miejsc.